# Latarnia morska Buchan Ness
Latarnia morska Buchan Ness – zbudowana w latach 1824–1827 przez szkockiego inżynier Robert Stevenson, dziadka Roberta Louisa Stevensona dla Northern Lighthouse Board. Położona jest na cyplu koło wioski Boddam w Aberdeenshire. Latarnia została wpisana w 1971 roku na listę zabytków kategorii A Historic Scotland pod numerem 16367. Obiekt znajduje się także na liście Royal Commission on the Ancient and Historical Monuments of Scotland pod numerem NK14SW 73.
Latarnia została zelektryfikowana w 1978 roku, wtedy też zwiększono światłość z 786000 do 2 milionów kandeli. W 1988 roku latarnia została zautomatyzowana i jest sterowana z centrum w Edynburgu. Dwie wille latarników zostały sprzedane i istnieje możliwość ich wynajęcia.